# حس باطن

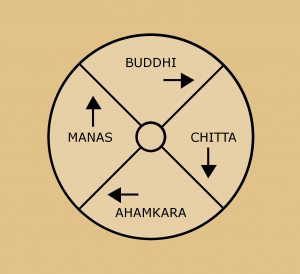
The four functions of Antahkarana

 حس باطن {(به انگلیسی: Antaḥkaraṇa)(سانسکریت: अन्तःकरण) اشیاء عینی به واسطهٔ حواس در حس باطن «آنتهکارانا»(Antaḥkaraṇa) منعکس و ضبط می‌شوند.

## حس باطن
حس باطن شامل عقل و نفس یا ذهن یا حس مشترک و حافظه است.
حس باطن آلتی است که بوسیله آن روح ادراکات را تعقل می‌کند، می‌اندیشد، به یاد می‌آورد و به شیوهٔ استنتاج و مقایسه و غیره می‌گراید، شک و تردید می‌کند و به تجزیه و تحلیل می‌پردازد.

## شناخت و ادراک
عالم عینی جلوه گاه تجلیات نفسانی و ذهنی است، یعنی صوری که در ذهن نقش بسته بود سایه به پدیده‌های جهان می‌افکند و بدانگونه که عالم در مراتب نفسانی منعکس است به همانگونه نیز صور ذهنی در عالم عینی متجلی است.
در واقع هنگام ادراک و شناخت، تضاد و دو گانگی این دو عالم از بین می‌رود و اتحاد حاصل می‌شود.